# Кошмар на улице Вязов 2: Месть Фредди
«Кошма́р на у́лице Вя́зов 2: Месть Фре́дди» (англ. A Nightmare on Elm Street 2: Freddy's Revenge) — американский полнометражный сверхъестественный слэшер 1985 года, снятый режиссёром Джеком Шолдером по сценарию Дэвида Часкина, второй фильм киносериала «Кошмар на улице Вязов» о маньяке Фредди Крюгере. Главные роли в нём исполнили Роберт Инглунд, Марк Паттон, Ким Майерс, Роберт Раслер и Маршалл Белл. Премьера картины в США состоялась 1 ноября 1985 года. 
По сюжету Фредди Крюгер преследует мальчика-подростка Джесси Уолша, недавно въехавшего в дом № 1428 на улице Вязов, где раньше жила Нэнси Томпсон со своей матерью. 
В Америке фильм собрал около $ 30 миллионов при бюджете $ 3 миллиона, и получил смешанные отзывы критиков и зрителей. Однако со временем картина получила культовый статус, а благодаря коммерческому успеху компания New Line Cinema выпустила ещё несколько картин о Фредди Крюгере, третья часть получила подзаголовок «Воины сна».

## Сюжет
Фильм открывает сцена кошмарного сна, который видит главный герой Джесси Уолш: школьный автобус медленно едет по улице, останавливаясь на каждой остановке и высаживая учеников после школьного дня. Но неожиданно он набирает скорость, и уже через мгновение автобус с Джесси и ещё двумя девочками балансирует над пропастью. А на месте водителя оказывается зловещий мужчина в шляпе, полосатом свитере и в перчатке с лезвиями вместо пальцев на правой руке.
Через пять лет после событий первого фильма, в дом № 1428 на улице Вязов въезжает новая семья. Юный Джесси Уолш подвозит каждый день до школы очаровательную девушку Лизу Уэббер. В школе у Джесси возникают странные взаимоотношения с местным задирой Роном Грейди — они то дерутся, то весело проводят время. После драки, устроенной во время тренировок, тренер Шнайдер оставляет ребят отбывать наказание, отжимаясь на спортивном поле. Грейди рассказывает юноше о том, почему дом на улице Вязов так долго не могли продать: по слухам, девушка, которая жила там до него, сошла с ума после того, как увидела, как оборвалась жизнь её парня, живущего напротив. Тем временем, Фредди Крюгер начинает преследовать Джесси в его кошмарах — маньяк хочет найти способ выбраться из мира снов в реальность. Он пытается контролировать мальчика, постепенно завладевая не только его разумом, но и телом. Во время уборки, Джесси и Лиза находят дневник Нэнси. Она рассказывает о таинственном мужчине, который преследует её во сне и пытается убить. Джесси кажется, что он сходит с ума, и Лиза пытается убедить юношу, что всё, происходящее с ним, всего лишь сон. Но мальчик понимает, что его сны таят в себе опасность и для тех, кто его окружает.
Между тем отношения Джесси и его отца не складываются. Таинственным образом, на глазах у всей семьи взрываются домашние попугаи. Отец обвиняет в случившемся Джесси. А однажды прямо посреди ночи Джесси оказывается в местном баре для гомосексуалов, где встречает тренера Шнайдера. Тренер отвозит мальчика в школу. Там на глазах у Джесси какая-то неведомая сила убивает Шнайдера. Полицейские находят Джесси совершенно голым посреди дороги и отвозят его домой. Мистер Уолш уверен, что его сын принимает наркотики. На следующее утро, когда Джесси приезжает в школу, он узнаёт, что тренера Шнайдера кто-то убил прямо в школьной душевой. Лиза хочет помочь Джесси и отвозит его в котельную, где работал Крюгер. Она уверена, что её друг обладает чем-то вроде дара предвидения. Следующей ночью юноша, одержимый духом маньяка, собирается убить свою сестру Анджелу, но Джесси удаётся ему помешать.
Юноша приходит на вечеринку к Лизе — ей кажется странной отчуждённость Джесси. Она говорит об этом со своей подругой Керри. Лиза решается на близость с Джесси, но Фредди вновь даёт о себе знать. Джесси приходит к Рону и просит последить за ним, пока он будет спать, но Фредди удаётся выбраться в реальный мир и убить Рона, а затем он пытается добраться и до Лизы. Джесси пытается бороться с Фредди, и тогда маньяк начинает охоту за гостями на вечеринке у бассейна. Устроив кровавую бойню, Крюгер исчезает. Лиза понимает, что юноша жив, и она должна помочь ему. Джесси внутри этого монстра, и он ещё способен бороться за своё спасение. Лиза знает, где искать Фредди, но главное — поверить, что только страх придаёт Фредди силы. Когда уже не остаётся надежды, только настоящая любовь в силах помочь — один на один с ужасным монстром, девушка побеждает Крюгера, и тот исчезает, освободив Джесси.
На следующее утро, Джесси и Лиза едут в школьном автобусе. Сначала ему кажется, что машина едет слишком быстро, напоминая кошмарный сон, однако Лиза и Керри успокаивают его, говоря, что всё позади. В этот момент когтистая рука Крюгера прорывается сквозь грудь Керри, а автобус теряет управление и исчезает среди пустыни.

## В ролях
- Роберт Инглунд — Фредди Крюгер, маньяк-убийца из мира снов/водитель автобуса в открывающийся сцене фильма
- Марк Паттон — Джесси Уолш, подросток, переехавший со своей семьёй в дом № 1428 на улице Вязов
- Ким Майерс — Лиза Уэббер, возлюбленная Джесси
- Роберт Раслер — Рон Грэйди, школьный друг Джесси
- Сидни Уолш — Керри, подруга Лизы
- Клу Гулагер — Кен Уолш, властный отец Джесси
- Хоуп Лэнг — Шерил Уолш, мать Джесси
- Кристи Кларк — Анджела Уолш, младшая сестра Джесси
- Маршалл Белл — школьный тренер Шнайдер,
- Том МакФадден — мистер Уэббер, отец Лизы
- Мелинда О. Фи — миссис Уэббер, мать Лизы
- Лиман Уорд — мистер Грэйди, отец Рона
- Донна Брюс — миссис Грэйди, мать Рона

## Создание фильма

### Сценарий
Решение снимать вторую часть было принято сразу же после неожиданного успеха первого фильма. Однако будущее компании было всё ещё под угрозой, так как ради производства картины и её выхода в прокат глава компании New Line Cinema Боб Шэй отказался от значительной доли прибыли в пользу инвесторов. При этом во многом, решение снять сиквел было большей частью продиктовано коммерческими соображениями. 
«Мне не понравился сценарий второй части — он показался мне глупым. В нём не был ясно представлен положительный персонаж. То, что Фредди буквально вырывается из главного героя, не позволило зрителям ассоциировать себя с Джесси. Я предложил, чтобы они сделали главной героиней девочку напротив — мне показалось это более разумным решением. Они показали слишком много Фредди в реальном мире, при этом его самого слишком мало в сюжете. Всегда хочется видеть Фредди угрожающим, полным власти. А когда он бегал вокруг бассейна в окружении подростков, которые были гораздо крупнее его самого, он выглядел очень глупо».
Препродакшн начался в апреле 1985 года. Сценарист Лесли Боэм предложил студии использовать беременность и одержимость в качестве основных сюжетных ходов второго фильма: «Моя идея была данью уважения картине „Ребёнок Розмари“. В моём сценарии, мальчик-подросток въезжал в дом вместе со своей семьёй: беременной матерью и отчимом, с которым он не ладил. Фильм должен был быть более кровавым, страшным и реалистичным, меньше внимания уделялось снам. Идея одержимости обыгрывалась в том, что Фредди начинает манипулировать плодом внутри матери главного героя. Но студия New Line отказалась из-за того, что исполнительный продюсер Сара Ширер была беременна в тот момент, и эта идея её расстроила. В итоге они согласились на сценарий Дэвида Часкина». Как бы там ни было, сюжет лёг в основу пятого фильма серии под названием «Дитя сна», сценарий которого стал Боэм.
Часкин, работавший тогда в отделе дистрибуции, написал 15-страничную концепцию за 3 дня — и после одобрения студии приступил к работе над полноценным сценарием, который закончил за 2 месяца: «Я думал обо всём, что меня пугает, а затем попытался показать это в мире, где уже существует Фредди Крюгер». Часкин развил идею с «одержимостью», считая что было бы интересно посмотреть на Фредди, у которого было бы «воплощение в реальном мире». 
Шэй предложил Уэсу Крэйвену вернуться в режиссёрское кресло, но тот отказался работать над сиквелом, так как считал что у первого фильма не может быть логического продолжения — к тому же он чувствовал, что Роберт Шэй «выкрутил ему руки», заставив снять «плохую концовку»: «Я разочарован. Потому что чувствую, что это единственная часть фильма — она не моя». Открывающая сцена была придумана ещё для финала первого фильма, но Уэс Крэйвен настоял на том, чтобы отказаться от неё — в итоге сцена перебралась в сиквел. Кроме того, Крэйвену не понравился сценарий Часкина, который он счёл глупым — в частности режиссёр раскритиковал сцену у бассейна. 
В итоге Крэйвен отказался участвовать в чужом проекте, потому что хотел работать над своими собственными идеями. Как бы там ни было, он успел внести свой вклад в работу над сиквелом — именно по настоянию режиссёра в сюжете уделили больше времени Лизе. Также она сменила фамилию с Полетти на Уэббер. Многие сцены переписывались прямо во время съёмок картины, так как съёмочный период был ограничен — это также стало одной из причин, по которой Крэйвен отказался работать над продолжением: «Отсутствие времени на съёмки могло сильно повлиять на качество итогового материала». По словам производственного менеджера Рейчел Талалэй (она станет режиссёром шестой части франшизы: «Кошмар на улице Вязов 6: Фредди мёртв»), к концу съёмок первого фильма у Крэйвена и Шэя были весьма натянутые отношения.
Одним из главных изменений в образе Фредди стало решение дать ему больше реплик и чаще показывать на свету, отличая его от молчаливых Майкла Майерса и Джейсона Вурхиза — также Часкин наделил его «чёрным юмором». В более поздних интервью Кевин Ягер, координатор спецэффектов, выразил разочарование финалом картины. Паттон позднее рассказал, что очень стыдится той сцены, в которой танцует во время уборки комнаты — по словам Часкина, это была отсылка к танцу Тома Круза в «Рискованном бизнесе». Актёр очень не хотел сниматься в этой сцене, финальным результатом был недоволен и сам Часкин.

### Кастинг
Актрису Хизер Ландженкамп не пригласили вернуться в продолжение — это случится в третьем фильме «Воины сна», где Нэнси Томпсон станет наставником юных героев. Вместо этого создатели сиквела решили развить историю совершенно в другом направлении. Приступая к работе над продолжением компания выделила бюджет больше, чем для первой картины, однако съёмочная группа пыталась экономить на всём.
Агент Инглунда потребовал у продюсеров повысить зарплату актёру; тогда Боб Шэй решил снимать без Инглунда: первой отснятой сценой с Фредди была сцена убийства тренера Шнайдера в душе, когда Крюгер в исполнении одного из статистов выходит из клубов пара — этот эпизод попал в прокатную версию. Походка нового исполнителя так не понравилась создателям, что они решили согласиться с требованиями агента и вернуть Роберта; возвращение в проект Роберта также отстаивал режиссёр Джек Шолдер: «Фредди в этой сцене был похож на монстра Франкенштейна». Инглунд также сыграл роль водителя автобуса в начале фильма — без грима Фредди. Общее экранное время Инглунда в продолжении — 13 минут.
На роль Джесси пробовались Брэд Питт и Кристиан Слейтер. В итоге роль Джесси получил молодой актёр Марк Паттон, проходивший кастинг к первому фильму. Сиквел «Кошмара» стал вторым большим проектом после фильма «Приходи ко мне на встречу, Джимми Дин, Джимми Дин». Спустя годы актёр совершил каминг-аут, и некоторые критики и зрители интерпретировали женственное поведение его персонажа как попытку принять свою сексуальную ориентацию. После работы над «Местью Фредди» Паттон завершил карьеру актёра — роль Джесси и её исполнение нанесли ей непоправимый ущерб.
Роберт Раслер проходил прослушивание на роль Грейди в последний день съёмок своих сцен в фильме «Ох уж эта наука!». Он прочитал сценарий вместе с Марком Паттоном и обоих актёров сразу же утвердили на роли. На прослушивании Раслера сопровождал его друг — Роберт Дауни-Младший.
Паттон и Раслер присутствовали на пробах актрис на роль Лизы, чтобы сразу же проверить «химию» между всеми персонажами. В итоге её сыграла дебютантка в большом кино Ким Майерс — создатели посчитали, что её сходство с молодой Мерил Стрип может сыграть на руку картине. По словам Паттона и Майерс, они с первой же встречи прониклись к друг другу глубокой симпатией. На съёмках любовной сцены актриса была очень застенчива — в одной из ранних версий сценария Джесси и Лиза всё же занялись сексом, однако от этой идеи отказались частично из-за скованности актрисы. Кроме того, Майерс признавалась, что поцелуй с Фредди в финале был достаточно мерзким опытом — грим был холодным и скользким.
Молодой актрисе Сидни Уолш досталась роль Керри, лучшей подруги Лизы — незадолго до того, как получить роль, девушка собиралась уехать в Нью-Йорк и оставить актёрскую карьеру. Хоуп Лэнг сыграла роль матери семейства, миссис Шерил Уолш. Паттон признался, что у Лэнг были проблемы с алкоголем — однажды они даже напились вместе, и мастер по гардеробу сообщила об этом руководству компании. Маршал Белл исполнил роль садиста — школьного тренера Шнайдера.
Бывший исполнительный продюсер и глава студии New Line Cinema Роб Шэй также изъявил желание участвовать в съёмках в качестве актёра, он появился в эпизодической роли бармена в клубе садо-мазохистов, куда по сюжету приходит Джесси. Первоначально Шэй хотел сыграть отца персонажа Роберта Раслера, но Джек Шолдер после долгих ссор предложил ему роль бармена — в какой-то момент Шэй даже пригрозил уволить режиссёра. Костюм садо-мазохиста продюсер покупал сам в тематическом магазине The Pleasure Chest в Лос-Анджелесе. Джоан Уиллет исполнила роль одной из девушек в автобусе — актриса позднее появилась в сериале производства канала ABC «10 из нас» (англ. Just the Ten of Us) — в этом шоу также снимались многие актёры франшизы «Кошмар на улице Вязов», включая Хизер Ландженкамп (Нэнси Томпсон) и Брук Тайс (Дэбби).

### Съёмки
Основные съёмки стартовали в июне 1985 года, они проходили в Лос-Анджелесе и в районе Северный Голливуд. Особняк № 1428 на улице Вязов сыграл тот же дом из первого фильма, расположенный по адресу Джинеси-авеню, 1428 N в Голливуде. Автомобильную парковку «Младшей школы Чарльза Эванса Хьюза» не раз использовали для съёмок в кино — например, в картине «Малыш-каратист». В качестве котельной использовали фабрику Kaiser Steel в калифорнийском городе Фонтана. Дом Кэрри и вечеринку у бассейна снимали в Пасадине.
Линейный продюсер Джоэль Соссер говорит, что на съёмочной площадке фильма царила напряжённая атмосфера: многое зависело от успеха картины, как это было и с первой частью Боб Шэй вложил в картину часть своих денег. Джека Шолдера — он создавал трейлеры для фильмов, дистрибуцией которых занималась студия New Line Cinema и был другом Шэя — наняли в качестве режиссёра картины за 4 недели до начала съёмок. В интервью 2020 года Шолдер рассказал, что сначала он не хотел снимать очередной фильм ужасов — до этого он был режиссёром картины «Одни во тьме», однако передумал, осознав, что сиквел «Кошмара на улице Вязов» может стать успешным. Шолдер также снял продолжение продюсерского проекта Уэса Крейвена — «Исполнитель желаний 2: Зло бессмертно» 1999 года.

### Грим и спецэффекты
По словам режиссёра Джека Шолдера у него не было времени на подготовку к съёмкам, и он не знал, как снимать фильм с таким большим количеством спецэффектов. Работы над визуальными эффектами возглавил Кевин Ягер, лично работавший над гримом Фредди, и Марк Шостром, ответственный за появление Фредди из тела Джесси ближе к финалу фильма. Дэвид Миллер покинул фильм незадолго до начала съёмок — он был занят на фильмах «Кокон» и «Мой научный проект». Ягер разработал новый образ Фредди Крюгера, основываясь на гриме Дэвида Миллера. Ягер сделал нос Крюгера более похожим на ведьмин остроконечный нос и поменял цвет глаз персонажа — с зелёного цвета Роберта Инглунда на более «демонический» тёмно-янтарный цвет: «Я хотел сделать грим менее объёмным и максимально тонким, чтобы его части двигались естественно с мимикой Роберта. А ещё костная структура головы видна лучше. Но главное — раньше грим состоял из множества кусочков внутреннего слоя, на которые клеилась внешняя часть. Проблема была в том, что нижние кусочки часто были видны под внешними. Теперь весь грим состоит из девяти фрагментов, которые крепятся непосредственно к лицу Роберта». Долгое время считалось, что перчатка, использовавшаяся в первом фильме, была украдена со съёмочной площадки сиквела, но в одном из интервью Роберт Инглунд признался, что в тайне забрал её — в своём время Уэс Крэйвен предоставил её съёмочной группе продолжения, хотя к тому моменту уже были созданы дубликаты. Оригинальную перчатку Инглунд носил на различных мероприятиях в рамках продвижения франшизы, но в конечном итоге она оказалась у агента актёра, и пропала окончательно.
Съёмки открывающей сцены с качающимся автобусом (её снимали одной из первых) не прошла без происшествий — корпус автобуса был закреплён тросами, который раскачивали декорацию, и актриса Джоан Уиллет, сыгравшая одну из девочек, ударилась носом о спинку сиденья; актриса проплакала весь день. По словам Уиллет, больше всего её поддержал Инглунд, за что она ему очень благодарна по сей день. Сцена вечеринки у бассейна снималась 2 недели. Специалист по визуальным эффектам Рик Лаззарини создал монструозную версию домашней птицы Уолшей — однако было решено, что она должна выглядеть более реалистичной. Сценарист Дэвид Чэсскин говорит, что показать, как Фредди срывает кожу со своего черепа и оголяет мозг, было идеей Роберта Шэя.
Сцена с языком была снята вторым режиссёром, потому что Джек Шолдер не мог прекратить смеяться. Марку Паттону пришлось носить гигантский язык в своём рту на протяжении 10 часов: всё это время он не мог есть, курить и даже дышал с трудом только через нос. Во время длительного периода съёмок Марк Паттон сильно устал и был очень расстроен. Актёр удалился в свой трейлер, а через некоторое время режиссёр Джек Шолдер заглянул к нему и не смог сдержать смеха от вида актёра. Что ещё больше ухудшило его состояние. Он написал на листке бумаги: «Это не смешно».
На создание грима и аппаратуры для съёмок сцены, в которой Крюгер выбирается из тела Джесси, ушло 11 недель. По словам Шострома в сценарии была написана всего одна фраза — «Фредди выбирается из Джесси» — и у Марка не было никакого руководства по созданию эпизода. Он создал аниматронный муляж верхней половины туловища Джесси, при помощи пульта он приводил в движение различные мускулы лица. Глаз, выглядывающий изо рта кричащего Джесси, принадлежит подружке Кевина Ягера.

## Гомосексуальный подтекст

### Создатели о ситуации
«Когда состоялась премьера, никто не ждал больших сборов. Тогда сиквелы ужастиков были всего лишь возможностью выжать лишний бакс. Студия не думала, что заработает больше, чем с первым фильмом, но вышло именно так. Фильм возглавил прокат в первые выходные. Тогда для меня началась пора возможностей. Я мог вернуться к работе над следующей частью, но даже всерьёз не задумывался об этом. Но для Марка тогда жизнь остановилась. Никто из критиков ничего не написал про гомосексуальный подтекст. А затем вышла статья в Village Voice, мне позвонил кто-то из офиса студии и сказал: «Ты не поверишь, но Village Voice назвал фильм самым гейским ужастиком в истории». Мы посмеялись над этим. Я подумал: «Хорошо, если вы это так видите, прекрасно». С тех пор я больше об этом не думал — до встречи по случаю юбилея фильма, когда мы записывали интервью. Марк был одержим мыслью, что Дэйв Часкин специально написал такой сценарий. Тогда я сказал Марку: «Кому какое дело? Забудь об этом». Я считал забавным, что фильм воспринимается именно так».
По словам Марка Паттона, сыгравшего роль Джесси Уолша, гомосексуальный подтекст фильма становился для него всё очевидней по ходу съёмок, когда сценарий постоянно переписывался; в интервью порталу BuzzFeed, актёр рассказал, что чувствовал себя преданным коллегами по съёмочной площадке, большинство из которых знали о его сексуальной ориентации — до начала съёмок или выяснили это уже в процессе; сценарий намеренно изображал Джесси гомосексуалом, укореняя амплуа актёра из фильма «Приходи ко мне на встречу, Джимми Дин, Джимми Дин», где он сыграл подростка-гея; во время обсуждения на площадке Паттон пытался уйти от образа, подчёркивая это в разговоре со съёмочной группой. Основную вину за сложившуюся ситуацию Паттон возлагает на Дэвида Часкина — сценарист в свою очередь утверждал, что писал текст на основе манеры игры актёра; Часкин, по мнению Паттона саботировал его: «Никто не унижал меня так, как это сделал Часкин — даже те ребята, что бросали камни в меня в школе».
Шолдер и Часкин долгое время отрицали этот факт; в одном из интервью Часкин даже сказал, что у зрителей сложилось такое впечатление потому, что Паттон играл своего персонажа «слишком по-гейски». Позднее в документальном фильме «Больше никогда не спи: Наследие улицы Вязов» (2010) Часкин подтвердил, что он намеренно писал сценарий таким образом, чтобы в отношениях всех мужских персонажей фильма прослеживалось сексуальное напряжение, но по словам сценариста это было сделано в пользу «гомофобного подтекста», и что это напряжение «придаст необходимый для фильма уровень внутреннего гнева». Однако тогда съёмочная группа не знала, что такое решение было принято сценаристом. Шолдер отметил, что не ставил перед собой или коллегами такую задачу: «Тогда мне и в голову не могло прийти, что какая-то сцена с участием мужских персонажей может быть интерпретирована подобным образом» — он видел в фильме подавленную сексуальность в принципе — «чувство, которое в определённом возрасте испытывает каждый подросток». Однако в одной из сцен Фредди прижимает Джесси к стене и проводит лезвием по его лицу — Роберт Инглунд интуитивно предложил провести пальцем по губам юноши и немного засунуть его в рот; Паттон был готов отснять сцену, но один из членов съёмочной группы отвёл актёра в сторону и сказал: «Не вздумай на это соглашаться! Это будет выглядеть так, словно ты ему отсасываешь!».
Сара Ришер наоборот утверждает, что множество дискуссий на съёмочной площадке вызвал именно гомосексуальный подтекст. Джефф Катц, известный обозреватель индустрии развлечений, позднее работавший продюсером на New Line Cinema, отмечает, что на двери комнаты Джесси висит табличка «Девчонкам вход запрещён», а в шкафу лежит настольная игра «Зонд» (англ. Probe) — это не могло быть случайностью; в другой сцене Джесси уходит от Лизы после неудачной попытки заняться любовью, а затем ночью буквально заваливается в кровать Грейди, «не говоря уже о сценах мужской обнажёнки».
В феврале 2010 года Роберт Инглунд дал интервью журналу Attitude: «Вторая часть явно поднимала тему бисексуальности. Это было начало 1980-х, до паранойи вокруг эпидемии СПИДа. Джесси борется со своими сексуальными желаниями — их озвучивает Фредди. Очевидно, что его друг был объектом желаний мальчика. Всё это есть в фильме. Это было сделано намерено, как и выбор Марка Паттона на роль. Все знали о его сексуальной ориентации, он недавно снялся в фильме „Приходи ко мне на встречу, Джимми Дин, Джимми Дин“». По словам актёра, «Фредди может олицетворять ненависть геев к самим себе, а может — просто быть насмешкой над всем сообществом».
Маршалл Белл в документальном фильме «Больше никогда не спи» утверждает, что в то время не знал о сексуальной ориентации Марка Паттона. Ким Майерс вспоминает, что ничего подобного не замечала на съёмках — возможно потому, что чаще всего в сценах она была наедине с Паттоном. Роберт Раслер говорит, что отношения персонажей Джесси и Грейди напоминали ему садомазохизм — Рон постоянно подтрунивал над другом и отталкивал его, а Джесси постоянно тянуло к нему.
В интервью 2020 года Шолдер рассказал, что не знал, что Паттон — гей, они не общались вне съёмочной площадки, хотя режиссёр считает, что у них были прекрасные рабочие отношения. В главной роли он видел красивого и уязвимого юношу, похожего на Джонни Деппа в первом фильме — таким он видел и Паттона — поэтому режиссёру даже не приходила в голову мысль, что Марк — гей. По словам Шолдера, многие члены съёмочной группы обсуждали гомосексуальный аспект сценария, но не сам Паттон.

### Культовый статус
В наше время фильм стал культовым среди ЛГБТ-сообщества. Зрители и обозреватели фильма отмечают в нём наличие значительного количества сцен гомосексуального характера, приписывая главному герою Джесси подавленную гомосексуальность. В одной из сцен главный герой встречает своего тренера в фетиш-клубе, в другой — он врывается в комнату своего лучшего друга и запрыгивает в его кровать после неудачной попытки заняться сексом со своей девушкой.
В книге «Добро пожаловать в наши кошмары» (англ. Welcome to Our Nightmares: Behind the Scene with Today’s Horror Actors) автор Джейсон Норман пишет: «В фильме чувствуется подтекст, начиная с выбора нейтрального с гендерной точки зрения имени Джесси. В большинстве сцен он полуобнажён, в другой — он и его враг борются, истекая потом. Его тренер, упакованный в кожу, встречает его в гей-баре, а потом мужчину бьют полотенцем по голой заднице. Сам Фредди появляется из живота Джесси — у сцены есть много общего со знаменитым появление монстра в фильме „Чужой“». В статье портала After Elton (позднее переименованного в After Ellen) автор Брент Хартингер написал: «Один из поводов для дебатов относительно гей-кино — почему фильм „Месть Фредди“ выглядит таким гомосексуальным? Это кажется очевидным, но авторы продолжают это отрицать». Сайт журнала Cracked поставил фильм на первое место в своём списке «5 ненамеренных гей-ужастиков», а обозреватель так отозвался о картине: «Нет никакого логического объяснения тому количеству гомоэротизма, который есть в этом фильме».

### Возвращение Паттона
Марк Паттон считает маловероятным, что «Джесси изначально был написан, как гей-персонаж. Просто это читалось между строк в его истории». Однако сам персонаж является типичным представителем «последней девушки» (позже в жанре появился термин «последний мальчик» — так называли героев Томми Джарвиса из фильмов «Пятница, 13» и Томми Дойля из «Хэллоуина»). В большинстве фильмов ужасов 1980-х годов главными персонажами были девушки — «их проще представить в качестве жертвы». Как отмечает Инглунд, это создаёт «сексуальный подтекст и влечение» между главной героиней и преследующей её злодеем. Кроме того, актрис, известных по ролям в культовых фильмах ужасов (например, Нив Кэмпбелл, Джейми Ли Кёртис и Хезер Лэнгенкэмп) называют «Королевами крика» — этого же титула удостоился со временем и Марк Паттон, обыгравший ситуацию в названии своего документального фильма «Scream, Queen! My Nightmare on Elm Street».
Документальный фильм вызвал резонанс среди поклонников жанра и привлёк внимание крупных изданий индустрии развлечений. В нём Паттон рассказал о том, как покинул страну и вёл образ жизни затворника в Мексике, пока на него не вышли авторы другого документального фильма о франшизе — «Больше никогда не спи: Наследие улицы Вязов». Тогда актёр узнал о возросшем интересе ко второму фильму серии и его персоне, и начал активно принимать участие в различных фан-конвенциях; также он написал серию заметок, объединённых в «Потерянный дневник Джесси» (англ. Jesse’s Lost Journal), события которого происходят после «Мести Фредди».

## Саундтрек

### Музыка Кристофера Янга
| Оценки критиков | Оценки критиков |
| Источник        | Оценка          |
| --------------- | --------------- |
| AllMusic        | [ 43 ]          |

Инструментальную музыку к фильму написал композитор Кристофер Янг. Сиквел стал единственной картиной франшизы, где отсутствует оригинальная музыкальная тема Чарльза Берштейна или её вариация, ставшая визитной карточкой серии. Однако новая музыкальная тема композитора Кристофера Янга, написанная для симфонического оркестра, была гораздо более сильной и художественно ценной.
Альбом с оригинальной музыкой был издан в 1986 году на виниле и аудиокассетах лейблом Varese Sarabande, а в 1989 году он вышел на CD вместе с музыкой к первому фильму от лейбла Uni. Однако впервые на компакт-дисках часть треков появилась в 1993 году на альбоме-компиляции Freddy’s Favorites: Best of a Nightmare on Elm Street.
В 2015 году издатель перевыпустил альбом в составе бокс-сета из 8-ми дисков с музыкой ко всем частям франшизы за исключением ремейка. Лейбл Death Waltz Recording Company также выпустил коллекцию A Nightmare on Elm Street: Box of Souls на виниле в 2017 году.
Список композиций
| №   | Название                             | Длительность |
| --- | ------------------------------------ | ------------ |
| 1.  | «Main Title»                         | 2:31         |
| 2.  | «And Leave the Driving to Us»        | 2:02         |
| 3.  | «Furnace Flare-Up»                   | 2:17         |
| 4.  | «Kissing Freddy on the Cat Walk»     | 3:21         |
| 5.  | «Chest-Burster»                      | 3:53         |
| 6.  | «Jump Rope»                          | 1:45         |
| 7.  | «Fire Bird»                          | 3:12         |
| 8.  | «Dream Heat»                         | 1:11         |
| 9.  | «Necromancer’s Spell»                | 2:31         |
| 10. | ««Kill for Me»»                      | 2:35         |
| 11. | «Sports Attack / Threatening Angela» | 2:35         |
| 12. | «Freed of Her»                       | 1:29         |
| 13. | «Snake in the Class»                 | 0:59         |

Ранее не издававшаяся музыка, вошедшая в коллекционный бокс-сет, включает композиции:
Список композиций
| №   | Название                                      | Длительность |
| --- | --------------------------------------------- | ------------ |
| 1.  | «The Horror in My Head»                       | 1:29         |
| 2.  | «Wake Up»                                     | 1:48         |
| 3.  | «My Sick Toaster»                             | 1:31         |
| 4.  | «Any Dream Will Do»                           | 0:39         |
| 5.  | «Daymare»                                     | 0:42         |
| 6.  | «Splashdead»                                  | 0:26         |
| 7.  | «Which Witness»                               | 1:39         |
| 8.  | «Not Again»                                   | 2:04         |
| 9.  | «Wrong Turn Right»                            | 2:34         |
| 10. | «Head on Fire»                                | 1:12         |
| 11. | «Feet on Fire»                                | 1:22         |
| 12. | «Sting Thing #1»                              | 0:20         |
| 13. | «Sting Thing #2»                              | 0:28         |
| 14. | «Sting Thing #3»                              | 0:22         |
| 15. | «Sting Thing #4»                              | 0:18         |
| 16. | «Hells Bells»                                 | 0:12         |
| 17. | «Nightmare on Elm Street Suite: Suite Dreams» | 15:49        |

### Использованные песни
В фильме также звучали песни:
- «Touch Me (All Night Long)[англ.]» в исполнении Wish и Фонды Рэй[англ.] (Джесси проводит уборку в комнате)
- «Did You Ever See a Dream Walking?[англ.]» в исполнении Бинга Кросби (звучит в финальных титрах)
- «Whisper to a Scream» в исполнении Bobby O. и Клаудии Барри
- «On the Air Tonight» в исполнении Вилли Финлейсона (играет на вечеринке у бассейна)
- «Terror in My Heart» в исполнении The Reds (звучит в баре, когда Джесси встречает тренера Шнайдера)
- «Moving in the Night» в исполнении Skagarack.

В первом издании фильма на VHS в США и Австралии в финальных титрах играет музыка Кристофера Янга, а в отреставрированной версии для DVD и трансляции по кабельным каналам — песня Бинга Кросби «Did You Ever See a Dream Walking?».

## Релиз

### Продвижение
Постеры к первым пяти фильмам создал художник Мэттью Джозеф Пик. Для британского проката был нарисован эксклюзивный постер дизайнера и художника Грэма Хамфриса. В рекламной кампании картины использованы слоганы:
- «You Are All My Children Now!» (рус. Теперь вы все мои дети!)
- «Don’t Say We Didn’t Warn You!» (рус. Не говорите, что мы не предупреждали вас!)
- «The Man of Your Dreams Is Back!» (рус. Человек из твоих снов вернулся!)
- «An Old Friend Is Coming to Town…» (рус. Старый друг вернулся в город…)
- «The First Name in Terror Returns…» (рус. Главное имя в Ужасе возвращается…)
- «Someone Is Coming Back to Elm Street!» (рус. Кто-то возвращается на улицу Вязов!)

### Кассовые сборы
Премьера фильма состоялась на 522 киноэкранах Нью-Йорка, Вашингтона, Детройта и Техаса.
Издания предоставили разную информацию о кассовых сборах за первые выходные. По данным Daily Variety касса составила 3 865 475 $ — фильм оказался на втором месте после картины «Жажда смерти 3». Реклама на странице журнала Weekly Variety опубликовала цифру $3 220 348 — «Месть Фредди» оказалась на третьем месте после «Жить и умереть в Лос-Анджелесе». Портал Box Office Mojo назвал сумму ровно на 1 миллион меньше, чем Daily Variety, сиквел «Кошмара» оказался на четвёртом месте по показателям за тот уикенд. Какой бы ни была реальная цифра — в среднем фильм собрал с одного экрана больше, чем все остальные картины из 10 лидеров тех выходных. В следующие выходные фильм заработал 1 819 203 $ — итого 5 569 334 $ за 10 дней с начала проката (об этом сообщила студия New Line Cinema в своей рекламе) — это подтвердило, что стартовая сумма, названная Daily Variety, была завышена.
Общие сборы в США превысили 30 миллионов $ при бюджете в 3 миллиона долларов.

### Критика
Фильм получил смешанные отзывы критиков, когда вышел в проект — он особенно проигрывал в сравнении с оригинальной картиной. На сайте Internet Movie Database — 5,5 (на основе 81 000 зрительских оценок). На сайте Rotten Tomatoes у фильма 43 % одобрения на основе 30 обзоров критиков, подкреплённый следующим вердиктом: «Интригующий подтекст подавленной сексуальности добавляет картине своеобразия, но отсутствие яркой актёрской игры и запоминающихся пугающих моментов не позволяет ей претендовать на большее». На агрегаторе Metacritic зрительский рейтинга фильма — 5,2, также оценка 43 из 100 на основе 6 отзывов критиков — «от смешанных до средних».
Джанет Маслин из The New York Times оценила фильм за «умные спецэффекты, сильное исполнение ведущих актёров и злодея, интересного всем»; игра «мистера Паттона и мисс Майерс подарила зрителям приятных персонажей-подростков, а мистер Инглунд заставляет ждать очередного появления Фредди на экране; Клу Гулагер и Хоуп Лэндж дают зрителям несколько интересных сцен в роли родителей Джесси, а хмурый Маршал Белл получает своё в роли тренера, называющего школьников „мешками с грязью“, а затем его атакуют демонические полотенца». Журнал Variety также дал фильму положительную оценку — «продуманные визуальные эффекты поражают воображение — чего стоит лишь одна сцена, в которой Крюгер пробирается в реальный мир».
В своём негативном обзоре один из авторов журнала People назвал фильм «скучным, несмешным и сумбурным». По мнению Сергея Кудрявцева, вторая часть легендарного кино-сериала гораздо слабее оригинального фильма, так как основной упор в фильме делается на демонстрацию крови и убийств, а не гнетущую атмосферу ужаса.

### Мировой прокат
Во многих странах мира, монтаж фильма был значительно изменён для выпуска на видеоносителях и трансляции по телевидению. Из немецкой видеоверсии были вырезаны почти все кровавые сцены, из-за чего фильм, по мнению поклонников, смотреть практически неинтересно. Шведская версия картина была сокращена на 5 минут; австралийская версия также была порезана до рейтинга «M» — хотя на видео фильм вышел с рейтингом «R». Из австралийской телеверсии вырезаны сцены:
- Скакалки тащат тренера Шнайдера в душ, а затем с мужчины слетают штаны и полотенца начинают бить по его голой пояснице. Также сцена с Крюгером, режущим спину привязанного мужчины.
- Джесси приходит в комнату сестры и говорит: «Спи, уже поздно».
- Когда Крюгер начинает выбираться из тела Джесси, после фрагмента, в котором перчатка разрывает пальцы юноши, сразу же показывают Крюгера, приближающегося к Грейди.
- Сокращена сцена погони Крюгера за Лизой в доме девушки.

### Выпуск на видео
На VHS фильм был издан в 1986 году после выхода картины в прокат. В 1993 году в США в продажу поступило подарочное издание с первым и вторым фильмами. Кроме того, картина дважды издавалась на лазерных дисках — в 1986 и 1996 годах. На DVD фильмы были изданы в 1999 году в 8-дисковом бокс-сете, который включал диск с бонусными материалами, а также буклет с рассказами о съёмках фильмов. Попутно все фильмы получили аналогичное издание на VHS. Незадолго до выхода ремейка, 13 апреля 2010 года в продажу поступил набор с восемью фильмами классического сериала, однако на обложке был изображён Фредди Крюгер в исполнении Джека Эрла Хэйли. На обложке кассет, DVD и Blu-ray фильма изображён другой дом, а не тот, что был использован во время съёмок. 27 сентября 2011 года фильм вместе с третьей частью «Воины сна» был впервые издан на Blu-ray и содержал новые бонусные материалы.
В России фильм на видеокассетах в 1997 и 1999 годах выпускала студия «Союз» в одноголосом озвучании Василия Горчакова, а на DVD — компания «CP Дистрибуция» (в том числе в составе бокс-сета); на Blu-Ray фильм официально не выходил.

## Адаптации и упоминания

### Франшиза
В качестве отсылки к оригинальной картине, в продолжении появляется дневник Нэнси, который Лиза и Джесси находят в шкафу, а Грейди упоминает сумасшедшую девчонку с улицы Вязов. Роберт Инглунд, появившийся в образе Фредди в ток-шоу в фильме «Новый кошмар Уэса Крейвена» произносит перед зрителями фразу: «Теперь вы все мои дети!» (англ. You Are All My Children Now!).

### Сопутствующая продукция
В 1987 году вышла книжная адаптация Джозефа Лока (англ. Joseph Locke) под названием The Nightmares on Elm Street. Parts 1, 2, 3: The Continuing Story. Из неё читатели узнают некоторые подробности истории и биографии персонажей:
- Раньше Джесси жил в мегаполисе — он не привык к пригороду.
- Фамилия Лизы — Полетти, а не Уэббер.
- Младшей сестре Джесси, Анджеле, 11 лет.
- Тренер Шнайдер служил во флоте.
- Попугаев зовут «Мистер Голубой» и «Мистер Зелёный».
- В заголовках старых газет упоминается, что толпа сожгла Крюгера заживо. Однако это противоречит рассказу лейтенанта Томпсона в третьем фильме: родители линчевали маньяка тайно и спрятали его останки.
- В книге герои упоминают поездку на пляж. Ни в одном фильме вплоть до «Фредди мёртв» не упоминается местоположение города Спринвуда — как оказалось, он находится в штате Огайо. Поскольку все съёмки проходили в Калифорнии, поклонники справедливо предполагали, что действие фильмов разворачивается в Лос-Анджелесе.
- Присутствует небольшой диалог двух эпизодических персонажей — школьников Ширли и Кена.
- В финальной сцене в автобусе Фредди убивает Лизу, а не Керри.

В сентябре 1992 года издательство Abdo & Daughters выпустило набор книг, написанных Бобом Италией (англ. Bob Italia) — адаптации первых шести фильмов в твёрдой обложке и цветными фотографиями. Главы книг The Nightmare on Elm Street Companion, Monsterland’s Nightmares on Elm Street: The Freddy Krueger Story, The Nightmare Never Ends: The Official History of Freddy Krueger & The Nightmare on Elm Street Films рассказывают о съёмках картины.
Одна из глав документального проекта «Больше никогда не спи: Наследие улицы Вязов» 2010 года посвящена истории создания фильма. Документальный фильм «Кричи, Королева! Мой кошмар на улице Вязов» (англ. Scream, Queen! My Nightmare on Elm Street) 2019 года посвящена съёмкам сиквела и жизни актёра Марка Паттона.
Производитель игрушек NECA выпустил несколько фигурок Фредди Крюгера по мотивам фильма. Один из разделов альбома для наклеек «A Nightmare On Elm Street: Sticker Album», выпущенного издательством Comic Images в 1987 году, посвящён фильму — пересказ событий написал Марк Эйч МакНабб, иллюстрации создал Джозеф Си Бут.

### Связь с другими проектами
Грейди смотрит у себя в комнате фильм 1940-го года «Флэш Гордон покоряет Вселенную» (англ. Flash Gordon Conquers The Universe). В сцене вечеринки у бассейна один из гостей повторяет движения героя Чарли Чаплина из фильма «Золотая лихорадка» (1935) с вилкой и картошкой. Постер фильма «Осколки» (англ. Smithereens) 1982 года висит в комнате Грейди, а у Джесси — постер «Don’t You (Forget About Me)» группы Simple Minds.
Герой фильма «Опекунша» (англ. The Singles Ward) 2002 года берёт «Месть Фредди» в видео-прокате, а постер фильма висит в квартире одного из героев в эпизоде «The Next Episode» сериала «Эйфория». Режиссёр фильма «Кэндимен» (2021) Ниа ДаКоста упоминает «Месть Фредди» как источник вдохновения. Гомосексуальный персонаж фильма «Оно» Ричи в одной из сцен носит такую же рубашку, как Джесси в сцене уборки в комнате.